# Стела шулік
Стела шулік (Стела царя Еанатума) — умовна назва переможної стели з вапняку з рельєфними зображеннями в кілька ярусів і написом. Є одним з найдавніших творів шумерів. Споруджена при Еаннатумі у XXV ст. до н. е. після розгрому ним Зузу — царя Опіса, і Уша — правителя міста Умми. Стела отримала свою назву від однієї зі сцен, яка зображує голови та кінцівки ворожих солдатів, які забирають голодні шуліки.

## Відкриття
Стела знаходиться в зруйнованому стані. Перші три фрагменти були знайдені в ході розкопок на початку 1880-х під керівництвом французького археолога Ернеста де Сарзека в урочищі Тело (колишнє шумерське місто Гірсу), розташованому на північ від Басри, в межиріччі Тигру та Євфрату. Інші три фрагменти були відкриті під час розкопок 1888—1889-х років. Сьомий фрагмент, який вважається частиною Стели Шулік, був куплений Британським музеєм в антикварному магазині в 1898 році. Британський музей два рази відкидав пропозицію Лувру передати сьомий фрагмент і лише в 1932 році задовольнив це прохання. Тепер всі сім частин зберігаються в Луврі.

## Опис
Стела мала вигляд монумента з вапняку з заокругленим верхом і рельєфами з обох сторін. Розміри: висота — 180 см; ширина — 130 см; товщина — 11 см.